# Gunnar Wiberg
Gunnar Wiberg (* 1902 in Göteborg; † 8. September 1988) war ein schwedischer Orthopäde.

## Leben
Wiberg studierte Medizin am Karolinska-Institut, wo er anschließend als Assistent tätig war. Nach Stationen in Mariestad, Helsingborg und wiederum am Karolinska-Institut kam er 1944 nach Lund, wo er 1945 Chefarzt der Orthopädie und 1947 ordentlicher Professor wurde. Diese Position behielt er bis 1969, anschließend betrieb er noch 10 Jahre eine private Praxis in Malmö.
Von 1960 bis 1966 war er Präsident der skandinavischen Gesellschaft für Orthopädie. 1954 wurde er Ehrenmitglied der Deutschen Gesellschaft für Orthopädie und orthopädische Chirurgie.
Privat war er ein ambitionierter Tennisspieler und befasste sich mit Schreinerarbeiten. Er entwickelte auch hölzerne OP-Schuhe.

## Wirken
1941 beschrieb er vier normale Patellaformen; diese Einteilung hat sich bis heute gehalten. Auch der Wiberg-Winkel als ein Kriterium der Hüftdysplasie ist nach ihm benannt.